# Шапел Сен Мартен ан Плен
Шапел Сен Мартен ан Плен (фр. Chapelle-Saint-Martin-en-Plaine) насеље је и општина у централној Француској у региону Центар (регион), у департману Лоар и Шер која припада префектури Блоа.
По подацима из 2011. године у општини је живело 725 становника, а густина насељености је износила 31,76 становника/km². Општина се простире на површини од 22,83 km². Налази се на средњој надморској висини од 121 метар (максималној 124 m, а минималној 104 m).

## Демографија
| 1962. | 1968. | 1975. | 1982. | 1990. | 1999. | 2011. |
| ----- | ----- | ----- | ----- | ----- | ----- | ----- |
| 590   | 621   | 606   | 590   | 552   | 591   | 725   |

График промене броја становника у току последњих година